# Autodelta
Autodelta, anciennement Auto Delta, est un constructeur automobile italien indépendant de 1963 à 1966 qui devient ensuite l'écurie officielle du département courses du constructeur Alfa Romeo. Autodelta est la branche qui gérait l'engagement officiel d'Alfa Romeo en championnat du monde de Formule 1 de 1979 à 1985

## Le contexte
Après son retrait des compétitions en 1951, la direction d'Alfa Romeo s'oppose à l'engagement officiel en compétition de voitures dérivées des modèles de série qui, au début des années 1960, sont très prisées du public. De nombreuses Alfa Romeo Giulietta privées remportent alors des courses, le plus souvent avec des pilotes et des écuries étrangères. Pour contourner ce véto de la direction générale, le département expériences d'Alfa Romeo implique des entreprises extérieures à l'usine, comme Zagato ou Abarth, afin de développer le projet "105.11", une voiture de compétition sur la base de l'Alfa Romeo Giulia. Pour différentes raisons stratégiques et de nombreux imprévus, cette tentative n'aboutit pas mais permet à deux ingénieurs d'Alfa Romeo, Carlo Chiti et Ludovico Chizzola, de créer une structure indépendante pour terminer la mise au point du projet "105.11", aidés officieusement par le constructeur milanais.

## Auto Delta

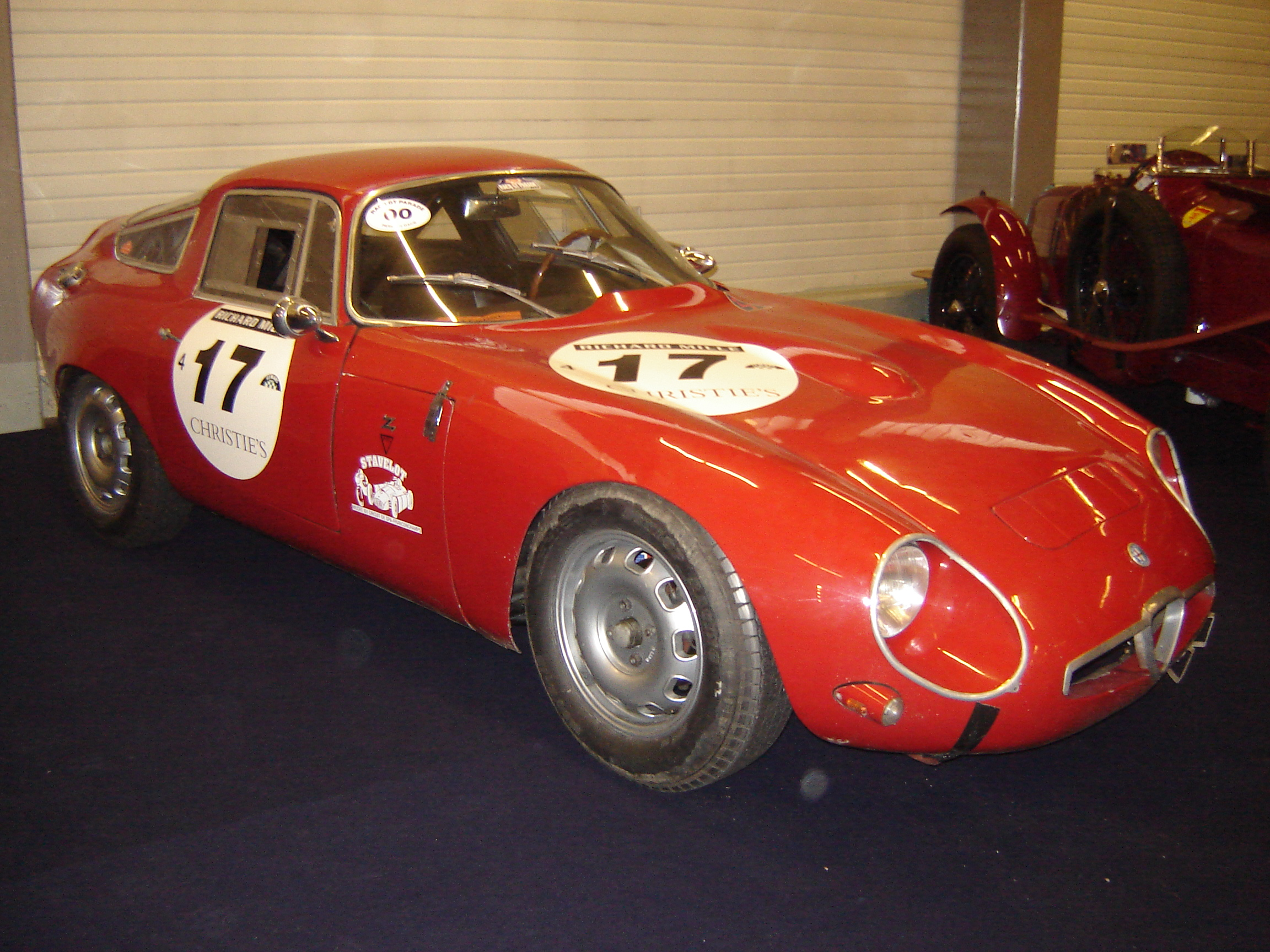
Alfa Romeo Giulia TZ

Fondée par  Chiti et Chizzola, le 4 mars 1963, Auto Delta commence son activité dès le 15 mars dans les annexes de la concession automobile de la marque Innocenti dont l'ingénieur Chizzola est propriétaire. Cette localisation peu pratique à Tavagnacco, dans le Frioul, à l'extrême Nord Est de l'Italie a été choisie afin de travailler secrètement.
Durant une première phase expérimentale, Auto Delta a pour mission d'assembler et de modifier les divers composants fournis par plusieurs sociétés italiennes et étrangères, dont Alfa Romeo pour toute la partie mécanique, Zagato pour la carrosserie, et Gilera pour les parties en électron. La première Alfa Romeo Giulia TZ est prête en mai 1963.
Durant l'été 1964, Chiti étudie la transformation de l'Alfa Romeo Giulia GT pour les compétitions. Il réalise l'Alfa Romeo Giulia GTA dont la production en petite série est confiée à la société Auto Delta. Le 5 octobre 1964, Alfa Romeo et Auto Delta signent une convention pour élargir le champ d'intervention de la petite entreprise qui est autorisée à réaliser des prototypes, à élaborer des motorisations et à participer directement aux courses. En fait, Alfa Romeo se prépare à reconnaître officiellement Auto Delta pour qu'elle devienne son département compétition.

## Autodelta

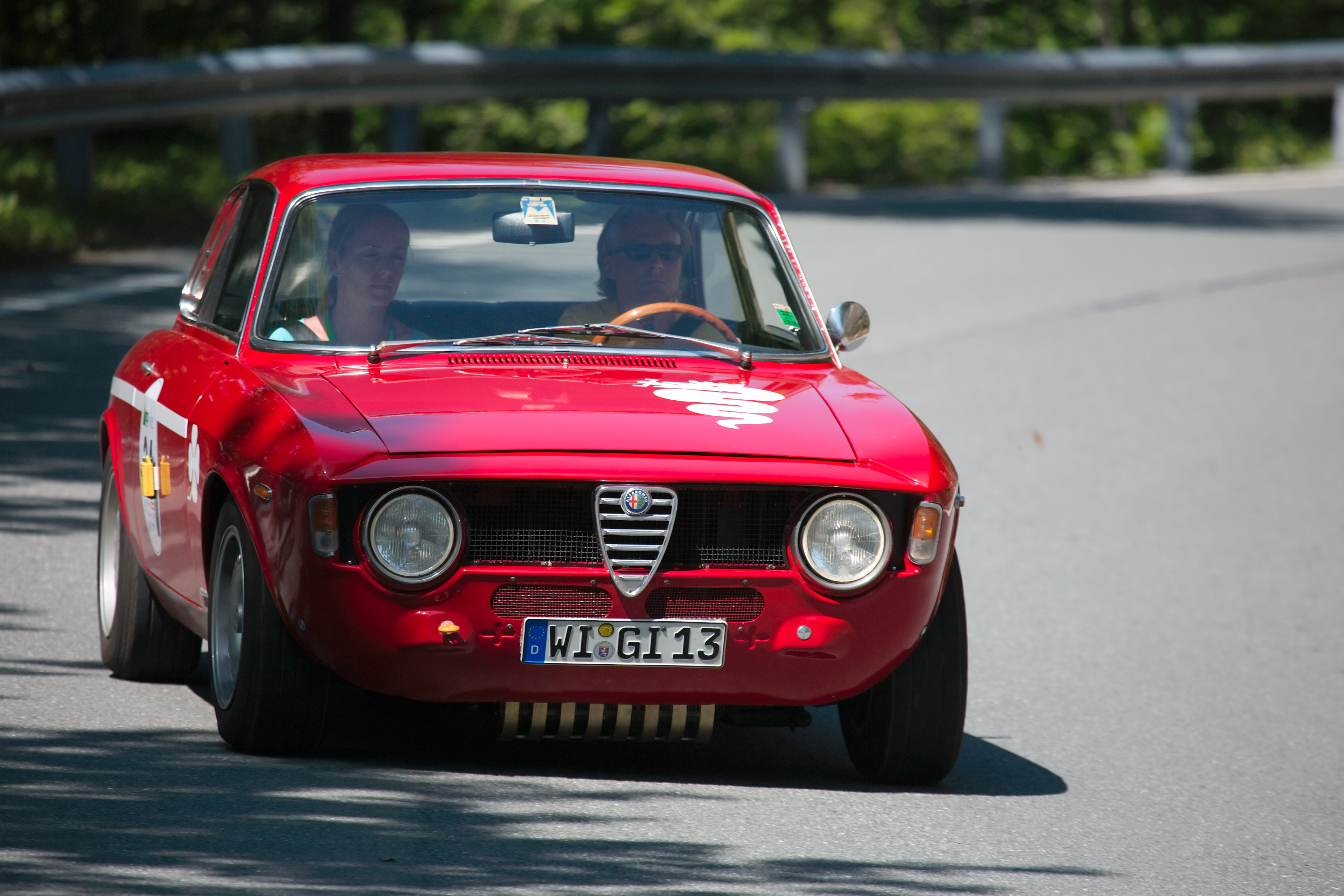
Alfa Romeo Giulia GTA de 1966 en course de côte à Gaisberg (Autriche)

Le 30 novembre 1964, Auto Delta devient Autodelta ; si son siège social reste dans le Frioul, son siège administratif et commercial est transféré à Settimo Milanese, dans la banlieue de Milan.
En 1965 toute l'activité de recherche et développement est transférée dans les ateliers milanais qui gèrent tout le développement du projet et de la mise au point de l'Alfa Romeo Giulia TZ sous la direction de l'ingénieur Chiti. Par contre, l'ingénieur Chizzola décide de ne pas abandonner la base du Frioul même si l'activité de production baisse inexorablement au fur et à mesure que les nouveaux projets voient le jour et sont fabriqués à Milan car Alfa Romeo a déjà décidé de reprendre les reines pour rouvrir son département compétition. En 1966, la société Autodelta indépendante est liquidée pour constituer la base du nouveau Reparto Corse Alfa Romeo dont les réalisations sont parfois référencées sous la marque Autodelta ou simplement Delta.
Après avoir remporté des succès en Grand Tourisme , Chiti persuada Alfa Romeo de développer des voitures de sport pour le Championnat du monde des voitures de sport , à partir de 1967. Alfa Romeo construisit des moteurs V8 de 2,0, 2,5 et 3,0 litres, puis un 12 cylindres à plat pour ce qui allait devenir la voiture de course Tipo 33. Ce programme de compétition permit à Alfa Romeo de remporter les championnats des constructeurs en 1975 et 1977. Autodelta produisit une version routière de la Tipo 33, l'Alfa Romeo 33 Stradale, entre 1967 et 1969.
Après avoir remporté les championnats de voitures de sport, Alfa Romeo s'est tournée vers la fourniture de moteurs à l'écurie de Formule 1 Brabham et est finalement revenue au sport avec une écurie d'usine en 1979, dirigée par Autodelta. L'équipe a également préparé des voitures de rallye Alfa Romeo, telles que l' Alfetta GTV .
En 1984, Chiti quitta Alfa Romeo pour fonder Motori Moderni. Bien que la division ait finalement été dissoute, Alfa Romeo continua d'utiliser le nom Autodelta pour son équipe AutoDelta Squadra Corse engagée par N.Technology dans le Championnat d'Europe des voitures de tourisme.

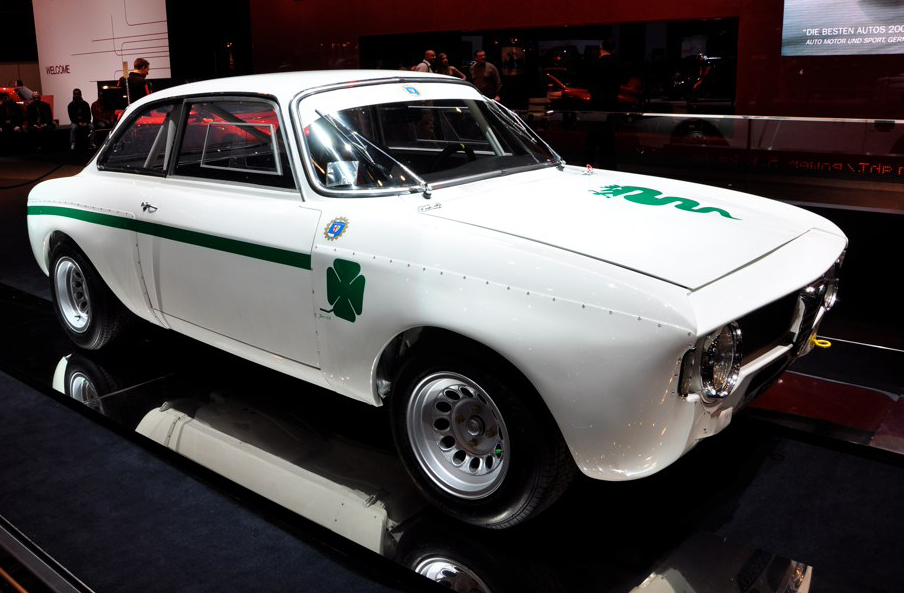
Alfa Romeo GTA 1300 Junior, originale Autodelta de 1966.
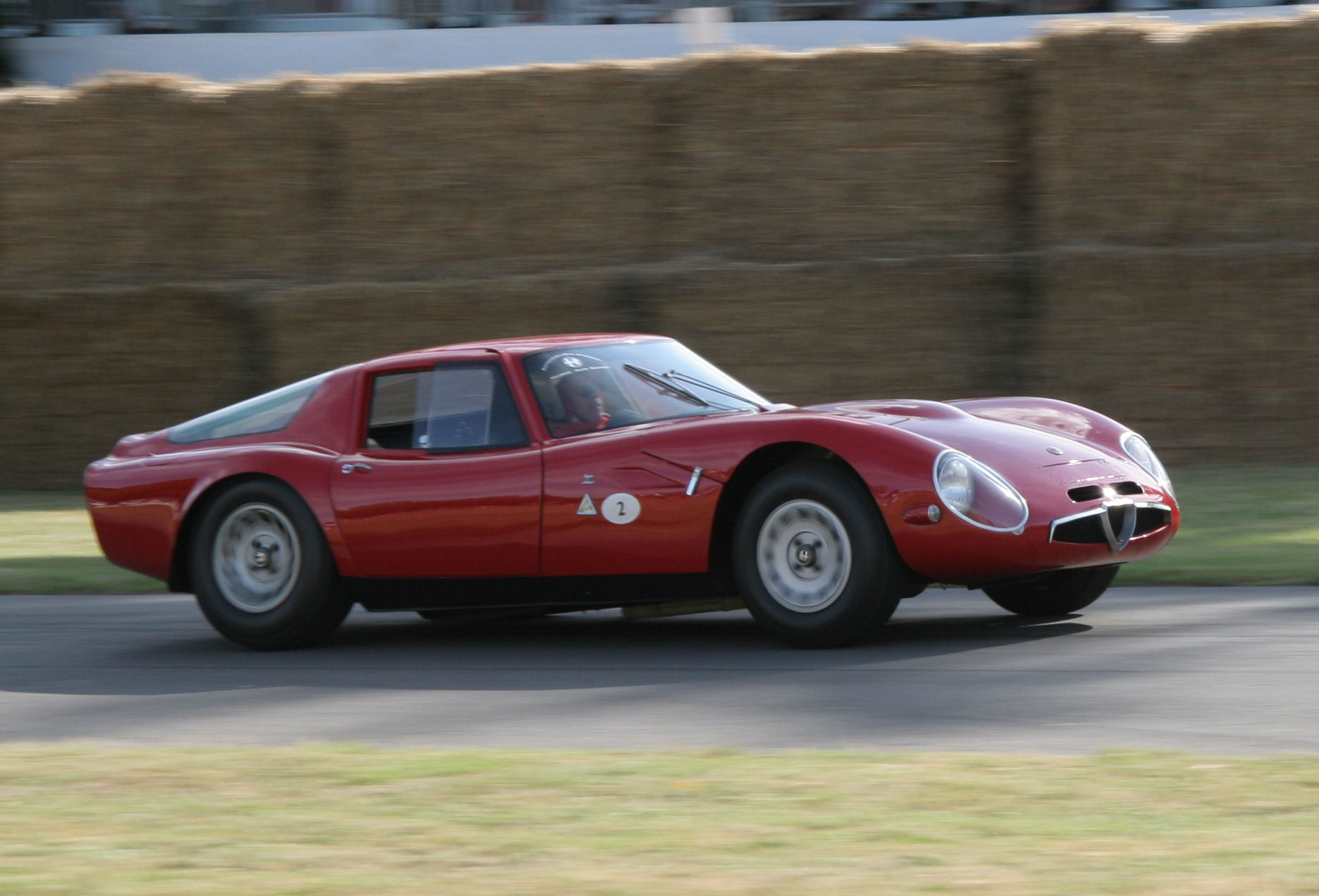
La "Giulia TZ2" de 1965, une des plus fameuses réalisations d'Autodelta.
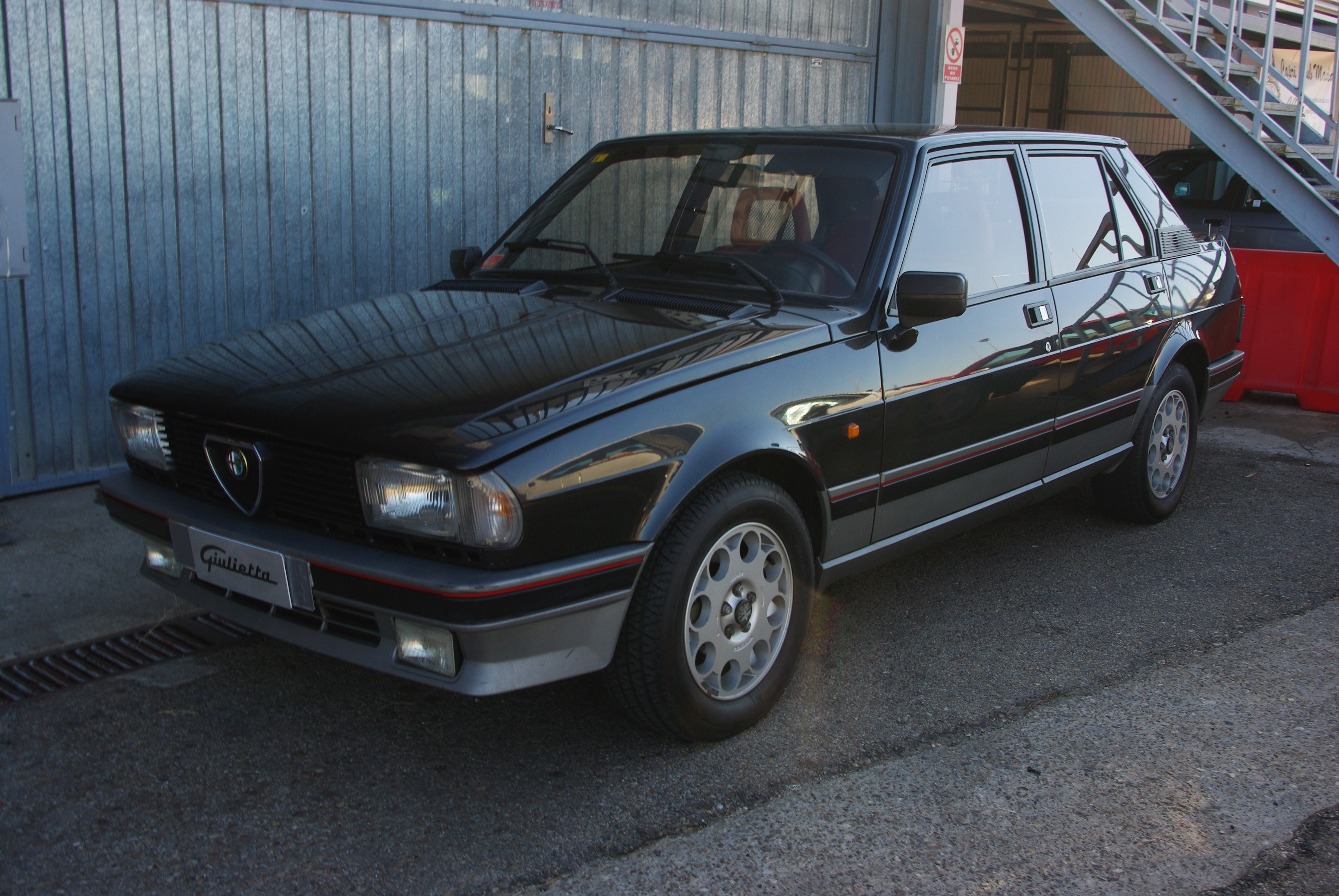
Alfa Romeo Giulietta Turbo Delta, la dernière voiture Autodelta.

## Victoires en championnat du monde des voitures de sport
| Saison | Course                           | Voiture           | Pilote 1           | Pilote 2           |
| ------ | -------------------------------- | ----------------- | ------------------ | ------------------ |
| 1971   | 1 000 kilomètres de Brands Hatch | Alfa Romeo T33/3  | Henri Pescarolo    | Andrea de Adamich  |
| 1971   | Targa Florio                     | Alfa Romeo T33/3  | Nino Vaccarella    | Toine Hezemans     |
| 1971   | 6 Heures de Watkins Glen         | Alfa Romeo T33/3  | Ronnie Peterson    | Andrea de Adamich  |
| 1974   | 1 000 kilomètres de Monza        | Alfa Romeo 33TT12 | Arturo Merzario    | Mario Andretti     |
| 1977   | Dijon 500km                      | Alfa Romeo 33SC12 | Arturo Merzario    | Jean-Pierre Jarier |
| 1977   | Monza 500km                      | Alfa Romeo 33SC12 | Vittorio Brambilla | Jean-Pierre Jarier |
| 1977   | Vallelunga 400km                 | Alfa Romeo 33SC12 | Vittorio Brambilla | Spartaco Dini      |
| 1977   | Coppa Florio                     | Alfa Romeo 33SC12 | Arturo Merzario    | Non                |
| 1977   | Estoril 2.5h                     | Alfa Romeo 33SC12 | Arturo Merzario    | Non                |
| 1977   | Le Castellet 500km               | Alfa Romeo 33SC12 | Arturo Merzario    | Jean-Pierre Jarier |
| 1977   | Imola 250km                      | Alfa Romeo 33SC12 | Vittorio Brambilla | Non                |
| 1977   | Salzburgring 300km               | Alfa Romeo 33SC12 | Vittorio Brambilla | Non                |

## Engagement en Formule 1

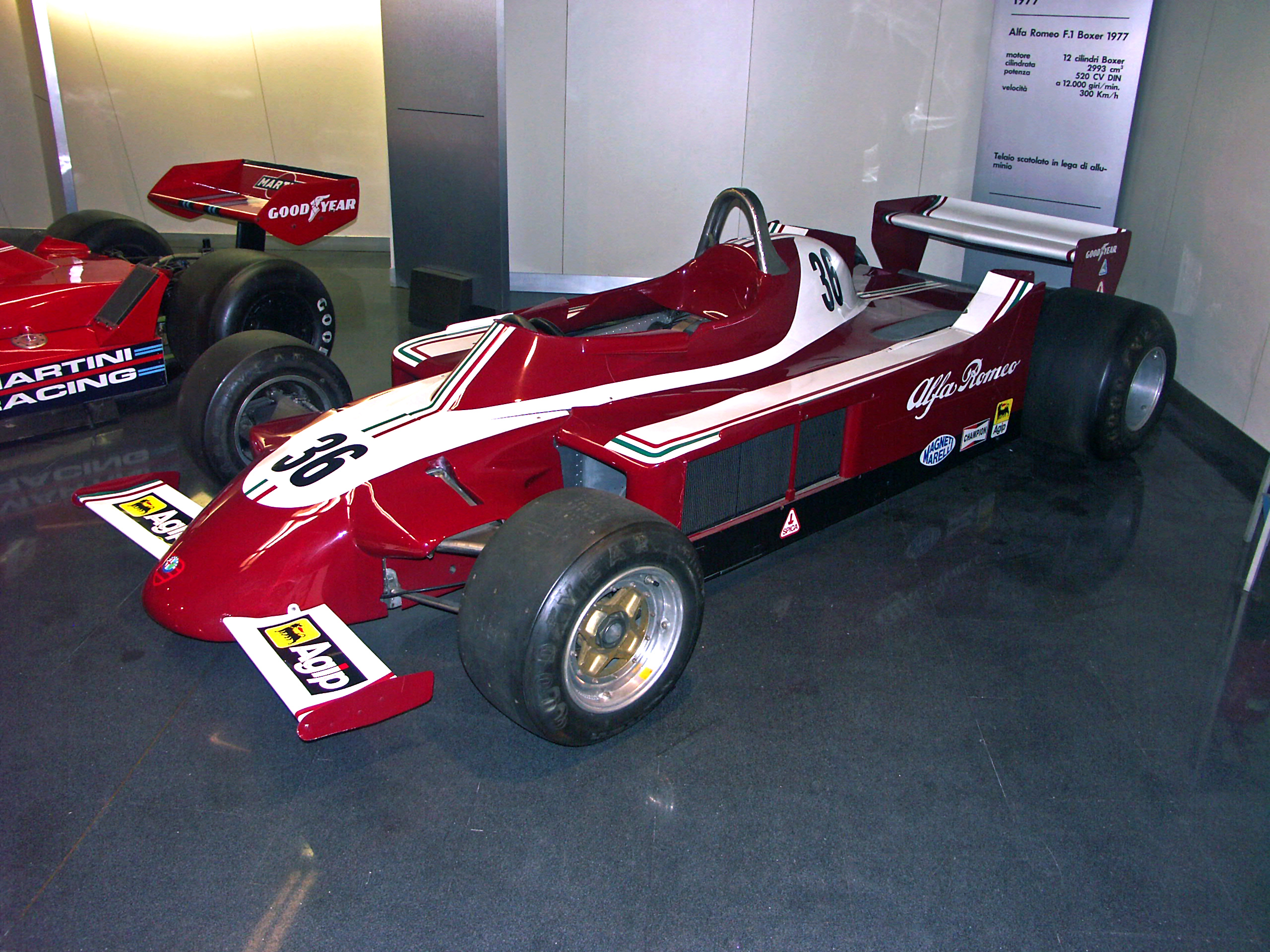
L'Alfa Romeo 177

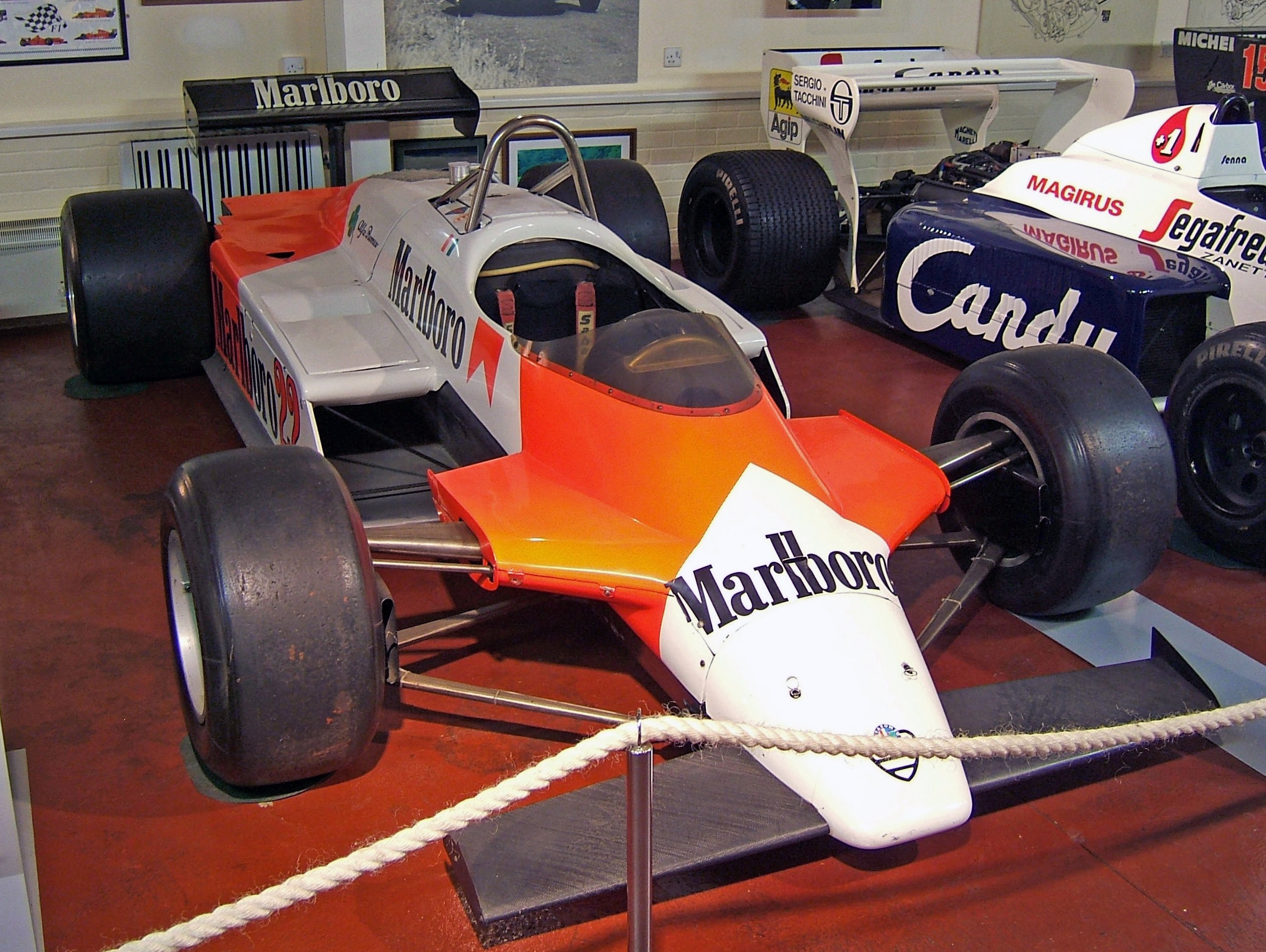
L'Alfa Romeo 179, utilisée en 1979 et 1980

Sous l'impulsion de Chiti, Alfa Romeo donne son accord à sa filiale Autodelta pour s'impliquer totalement en Formule 1. L'Alfa Romeo 177 fait ses débuts au Grand Prix automobile de Belgique 1979 avec Bruno Giacomelli.
Alfa Romeo reste en Formule 1 jusqu'à la fin 1985 avec pour seuls résultats notables deux pole positions, trois troisièmes places et deux deuxièmes places. Bruno Giacomelli mène également le Grand Prix des États-Unis Est 1980 avant d'abandonner sur problème électrique et Andrea De Cesaris réalise le meilleur tour au Grand Prix de Belgique 1983 après avoir mené les dix-huit premiers tours. Le meilleur résultat global est une sixième place au championnat constructeurs en 1983.

## Résultats en championnat du monde de Formule 1
| Saison | Écurie          | Châssis                                         | Moteur              | Pneus    | Pilotes                                                                 | Grands Prix disputés | Points inscrits | Classement |
| ------ | --------------- | ----------------------------------------------- | ------------------- | -------- | ----------------------------------------------------------------------- | -------------------- | --------------- | ---------- |
| 1979   | Autodelta       | Alfa Romeo 177 Alfa Romeo 179                   | Alfa Romeo V12      | Goodyear | Vittorio Brambilla Bruno Giacomelli                                     | 5                    | 0               | Non classé |
| 1980   | Team Alfa Romeo | Alfa Romeo 179                                  | Alfa Romeo V12      | Goodyear | Vittorio Brambilla Bruno Giacomelli Andrea De Cesaris Patrick Depailler | 14                   | 4               | 11e        |
| 1981   | Team Alfa Romeo | Alfa Romeo 179B Alfa Romeo 179C Alfa Romeo 179D | Alfa Romeo V12      | Michelin | Bruno Giacomelli Mario Andretti                                         | 15                   | 10              | 8e         |
| 1982   | Team Alfa Romeo | Alfa Romeo 179D Alfa Romeo 182T                 | Alfa Romeo V12      | Michelin | Bruno Giacomelli Andrea De Cesaris                                      | 16                   | 7               | 10e        |
| 1983   | Team Alfa Romeo | Alfa Romeo 183T                                 | Alfa Romeo V8 turbo | Michelin | Mauro Baldi Andrea De Cesaris                                           | 15                   | 18              | 6e         |
| 1984   | Team Alfa Romeo | Alfa Romeo 184T                                 | Alfa Romeo V8 turbo | Goodyear | Riccardo Patrese Eddie Cheever                                          | 16                   | 11              | 8e         |
| 1985   | Team Alfa Romeo | Alfa Romeo 184T Alfa Romeo 185T                 | Alfa Romeo V8 turbo | Goodyear | Riccardo Patrese Eddie Cheever                                          | 16                   | 0               | Non classé |